# Элеостикта
Элеостикта (Elaeosticta) — род травянистых растений семейства Зонтичные (Apiaceae), произрастающих от Средиземного моря на западе до Тянь-Шаня, Памиро-Алая и западных Гималаев на востоке. Распространение в России - Европейская часть, Урал, Северный Кавказ.

## Название
По одной из версий, латинское название образовано от корней др.-греч. ἐλαία (elaia) - "маслина, оливка" и др.-греч. στικτός (stiktos) - "пятнистый, испещренный знаками".
Русскоязычное название является транслитерацией латинского.

## Ботаническое описание[2]
Монокарпические и поликарпические многолетние эфемероидные травы.
Растения голые (неопушенные).
Корни клубневидные, яйцевидной или почти цилиндрической формы.
Стебель округлый, метельчато-ветвистый, с тонкими ветвями.
Листья в очертании удлиненные, прикорневые, рано отмирающие, дважды перисторассеченные. Верхние листья в виде влагалищ.
Соцветия метельчатые из 6-10 лучевых зонтиков. Обертки и оберточки из линейных пленчатых листочков.
Плоды цилиндрические, сжатые с боков, длиной около 4 мм, темно-коричневые.
Растения ядовитые.

## Распространение и экология
Природный ареал простирается от Восточной Турции, Закавказья, Ирака до Южного Казахстана и Гималаев.

## Классификация
Систематика рода неоднократно подвергалась пересмотру. Многие виды раньше относили к роду Scaligeria, однако в результате тщательного изучения карпологических и других морфологических признаков их оказалось возможным отнести к отдельному роду Элеостикта. Затем к нему были отнесены два вида рода Муреция (Muretia), один вид рода Hyalolaena и описаны два новых самостоятельных вида.

### Таксономия[6]
Elaeosticta  Fenzl, 1843, Flora, 26: 458
Род Элеостикта относится к семейству Зонтичные (Apiaceae) порядка Зонтикоцветные  (Apiales). Кладограмма в соответствии с Системой APG IV:
|  |                                      |  |                                   |                                   |                     |  | ещё 6 семейств |               |                |                         |
|  |                                      |  |                                   |                                   |                     |  |                |               |                | 25 подтвержденных видов |
|  |                                      |  |                                   | порядок Зонтикоцветные            |                     |  |                |               | род Элеостикта |                         |
|  |                                      |  |                                   | порядок Зонтикоцветные            |                     |  |                |               | род Элеостикта |                         |
|  | отдел Цветковые, или Покрытосеменные |  |                                   |                                   | семейство Зонтичные |  |                |               |                |                         |
|  | отдел Цветковые, или Покрытосеменные |  |                                   |                                   |                     |  |                |               |                |                         |
|  |                                      |  | ещё 63 порядка цветковых растений | ещё 63 порядка цветковых растений |                     |  |                | ещё 447 родов | ещё 447 родов  |                         |
|  |                                      |  |                                   | ещё 63 порядка цветковых растений |                     |  |                |               | ещё 447 родов  |                         |

### Виды
- со статусом «подтвержденный» ('accepted')
  - Elaeosticta alaica  (Lipsky) Kljuykov,M.G.Pimenov & V.N.Tikhom. 
  - Elaeosticta allioides  (Regel & Schmalh.) Kljuykov,M.G.Pimenov & V.N.Tikhom.  - Элеостикта луковидная
  - Elaeosticta aurea  (Boiss.) Menemen 
  - Elaeosticta bucharica  (Korovin) Kljuykov,M.G.Pimenov & V.N.Tikhom.
  - Elaeosticta chitralica  (M.Hiroe) Kljuykov,M.G.Pimenov & V.N.Tikhom.
  - Elaeosticta conica  Korovin 
  - Elaeosticta ferganensis  (Lipsky) Kljuykov,M.G.Pimenov & V.N.Tikhom.
  - Elaeosticta glaucescens  Boiss. 
  - Elaeosticta hirtula  (Regel & Schmalh.) Kljuykov,M.G.Pimenov & V.N.Tikhom. - Элеостикта коротковолосистая
  - Elaeosticta knorringiana  (Korovin) Korovin
  - Elaeosticta korovinii  (Bobr.) Kljuykov,M.G.Pimenov & V.N.Tikhom. - Элеостикта Коровина
  - Elaeosticta lutea  (Hoffm.) Kljuykov,M.G.Pimenov & V.N.Tikhom. - Элеостикта жёлтая
  - Elaeosticta meifolia  Fenzl 
  - Elaeosticta nodosa  Boiss. 
  - Elaeosticta paniculata  (Korovin) Kljuykov & Pimenov 
  - Elaeosticta platyphylla  (Korovin) Kljuykov,M.G.Pimenov & V.N.Tikhom. - Элеостикта плосколистная
  - Elaeosticta polycarpa  (Korovin) Kljuykov,M.G.Pimenov & V.N.Tikhom. - Элеостикта многоплодная
  - Elaeosticta ramosissima  Kljuykov 
  - Elaeosticta samarkandica  (Korovin) Kljuykov,M.G.Pimenov & V.N.Tikhom.
  - Elaeosticta seravschanica  Kljuykov & Pimenov  - Элеостикта зеравшанская
  - Elaeosticta transcaspica  (Korovin) Kljuykov,M.G.Pimenov & V.N.Tikhom.
  - Elaeosticta transitoria  (Korovin) Kljuykov,M.G.Pimenov & V.N.Tikhom. - Элеостикта переходная
  - Elaeosticta tschimganica  (Korovin) Kljuykov,M.G.Pimenov & V.N.Tikhom.
  - Elaeosticta ugamica  (Korovin) Korovin 
  - Elaeosticta vvedenskyi  (Kamelin) Kljuykov,M.G.Pimenov & V.N.Tikhom. - Элеостикта Введенского

## Синонимы
- Muretia Boiss. (1844) — Муреция